# Redoble (tambor)
Un redoble o rulo es una técnica utilizada por los percusionistas para producir un sonido sostenido durante la duración de una nota escrita.
Todas las figuras de batería se basan en tres golpes fundamentales, técnicamente llamados redoble, golpe simple y flam. La sustentación se logra en los instrumentos de viento soplando en el instrumento; se logra en el violín y los instrumentos afines tirando del arco a través de la cuerda; se logra en el tambor y los instrumentos de percusión afines mediante el redoble.
El redoble consiste en una reiteración uniforme de golpes lo suficientemente rápidos como para impedir el análisis rítmico. Para producir una impresión de sustentación, estos golpes deben ser absolutamente uniformes tanto en potencia como en secuencia. Los golpes desiguales en un redoble destruyen la impresión de sustentación. La uniformidad es entonces la cualidad principal a la que hay que aspirar en el redoble; la velocidad es la cualidad secundaria a la que hay que aspirar.
Hay varias formas posibles de producir una secuencia absolutamente uniforme: 
- redoble simple: alternancia de golpes simples con las manos.
- redoble doble: alternancia de golpes dobles con las manos.[1]
- redoble triple: alternancia de golpes triples con las manos.